# Манучарян, Эдгар Вагрикович
Эдга́р Вагри́кович Манучаря́н (арм. Էդգար Վագրիկի Մանուչարյան; род. 19 января 1987, Ереван) — армянский футболист, нападающий; тренер. Выступал за национальную сборную Армении.
Начинал футбольную карьеру в клубе «Пюник». В 17 лет стал лучшим бомбардиром клуба и стал выступать за юношескую сборную Армении. В 2005 году перешёл в амстердамский «Аякс», в составе клуба становился обладателем Кубка Нидерландов 2006 и 2007 годов. С 2006 года играл за молодёжный состав «Аякса», а в августе 2009 года был отдан в аренду в клуб «Харлем», который спустя шесть месяцев был расформирован. В феврале 2010 года Манучарян был отдан в аренду в клуб АГОВВ, а после его возвращения в «Аякс» его контракт с клубом был расторгнут по обоюдному согласию. В середине июля возвратился в «Пюник». В августе 2011 отдан в аренду в екатеринбургский «Урал».

## Биография

### «Аякс»
В начале декабря 2004 года Манучарян отправился на просмотр в амстердамский «Аякс» и принял участие в товарищеской игре против испанской «Барселоны», который состоялся 14 декабря в городе Эльче, в том провёл на поле всего 14 минут, так как получил перелом плюсневой кости правой ноги. В этот же день Федерация футбола Армении назвала Манучаряна лучшим футболистом Армении 2004 года по результатам опроса, проведённого среди журналистов. После травмы «Аякс» не стал сразу подписывать контракт. 1 июля 2005 года был подписан трёхлетний контракт, переход обошёлся «Аяксу» в 100 тысяч долларов.
Манучарян дебютировал за «Аякс» 18 сентября 2005 года в матче чемпионате Нидерландов против АЗ — вышел на замену на 84-й минуте вместо нападающего Райана Бабеля, в итоге «Аякс» потерпел гостевое поражение со счётом 4:2. Всего в сезоне 2005/06 Манучарян сыграл в чемпионате четыре матча, а также стал обладателем Кубка Нидерландов.
В сезоне 2006/07 Манучарян редко попадал в основной состав команды и довольно часто получал травмы, в основном выступая за молодёжный состав «Аякса». 2 ноября 2006 года забил дебютный гол за «Аякс», это произошло в матче Кубка УЕФА против австрийской «Аустрии» Вена, Манучарян вышел на поле на 57-й минуте, а спустя 8 минут отличился забитым мячом, в итоге амстердамцы одержали домашнюю победу со счётом 3:0. 22 июля 2006 года Манучарян принял участие в товарищеском матче против английского «Арсенала», который состоялся на новом стадионе «Эмирейтс», тот матч стал прощальной игрой для бывшего игрока «Аякса» и «Арсенала» Денниса Бергкампа. Манучарян в матче отметился голевой передачей на Класа-Яна Хюнтелара, который забил первый в истории мяч на «Эмирейтс». В начале марта 2007 года Эдгар продлил свой контракт до 2011 года, а в мае он завоевал свой второй Кубок Нидерландов.
В сезоне 2007/08 Манучарян не провёл ни одной игры за основной состав, главный тренер «Аякса» Адри Костер не находил ему место в составе, хотя Манучарян находился в отличной в форме и постоянно выступал за молодёжную команду, но иногда получал незначительные травмы. В мае 2008 года Манучарян изъявил желание покинуть команду. В июне 2008 года он и ещё пятеро игроков были выставлены клубом на продажу, но в итоге некоторые игроки были отданы в аренду, а Манучарян остался в клубе, хотя была возможность перейти в аренду в НЕК. После чемпионата Европы 2008 бывший нападающий «Аякса» Марко ван Бастен был назначен новым главным тренером клуба, на этом посту он сменил Адри Костера. Однако после прихода Ван Бастена Манучарян не вызывался в основной состав «Аякса».

### «Харлем» и АГОВВ
6 августа 2009 года Манучарян на правах аренды перешёл в клуб первого дивизиона «Харлем», срок аренды был рассчитан на один год. 7 августа дебютировал за команду в матче против клуба «Вендам» (1:6) — вышел на замену на 58-й минуте, заменив защитника Франка Карремана. За шесть месяцев Манучарян провёл в первенстве 17 матчей и забил 6 голов. 25 января 2010 года «Харлем» объявил о своём банкротстве. Шестеро игроков «Аякса», которые выступали за «Харлем» на правах аренды, вернулись в расположение своего клуба. 3 февраля Манучарян на правах аренды перешёл в клуб АГОВВ из города Апелдорн, главным тренером которого являлся бывший игрок «Аякса» Джон ван ден Бром, и в первой же игре отметился голом, а его команда в гостевом матче чемпионата против «Волендама» одержала победу 1:0. 19 февраля Манучарян отметился хет-триком в игре против «Эксельсиора» (4:2).

### Возвращение в «Пюник»
В июле 2010 года Манучарян расторг действующее до лета 2011 года соглашение с «Аяксом» и, став свободным агентом, перешёл в свой бывший клуб «Пюник», подписав полугодичный контракт. После завоевания с клубом очередного чемпионского титула контракт закончился, Манучарян вновь стал свободным агентом. Наибольшую заинтересованность в услугах игрока проявляли львовские «Карпаты». Для подписания контракта с клубом Манучарян должен был вылететь во Львов, но этого не произошло, и игрок отбыл в Сочи на учебно-тренировочный сбор «Пюника», с которым впоследствии заключил трёхлетний контракт.
В середине августа 2011 года был отдан в годичную аренду в екатеринбургский «Урал».

### «Урал»
Летом 2012 года Манучарян подписал двухлетний контракт с «Уралом». Покинул екатеринбургский клуб после того, как его контракт истёк в конце сезона 2017/18.

### «Алашкерт»
25 июля 2018 года Манучарян подписал контракт с «Алашкертом», который подошёл к концу в сезоне 2018/19 5 июня 2019 года.

### «Пюник»
6 июня 2019 года «Пюник» объявил о возвращении Манучаряна. Футболист покинул команду 24 декабря 2019 года, сыграв всего четыре матча и забив один гол.

### Возвращение в «Алашкерт»
4 марта 2020 года «Алашкерт» заявил о возвращении в клуб Эдгара Манучаряна.
2 августа 2020 года Эдгар Манучарян объявил о завершении карьеры, заявив о том, что останется в футбольной сфере, чтобы помочь отечественному футболу, поделившись своим опытом.

## Достижения

### Командные достижения
«Пюник»
- Чемпион Армении (4): 2002, 2003, 2004, 2010
- Обладатель Кубка Армении (2): 2002, 2004
- Обладатель Суперкубка Армении (3): 2002, 2004, 2010

«Аякс» (Амстердам)
- Обладатель Кубка Нидерландов (2): 2005/06, 2006/07

«Урал»
- Победитель Первенства ФНЛ (1): 2012/13
- Обладатель Кубка ФНЛ (2): 2012, 2013
- Финалист Кубка России (1): 2016/17

### Личные достижения
- Футболист года в Армении: 2004
- Лучший бомбардир чемпионата Армении: 2004 (вместе с Галустом Арменовичом Петросяном)

## Личная жизнь
Отец — Вагрик Манучарян, бывший главный тренер «Пюника-2» и брат — Хорен Манучарян, игрок «Алашкерта».